# Nalec
Nalec – gmina w Hiszpanii, w prowincji Lleida, w Katalonii, o powierzchni 9,46 km². W 2011 roku gmina liczyła 97 mieszkańców.